# Monaster Ždrebaonik
Monaster Ždrebaonik – żeński klasztor prawosławny w Metropolii Czarnogóry i Przymorza Serbskiego Kościoła Prawosławnego. 
Monasterska cerkiew św. Michała Archanioła powstała w 1818 na miejscu starszej cerkwi powstałej w epoce Nemaniczów. Od 1920 jest to miejsce przechowywania relikwii św. Arseniusza, drugiego zwierzchnika Serbskiego Kościoła Prawosławnego.